# Płynny kurs walutowy
Płynny kurs walutowy (ang. floating exchange rate) –  rodzaj kursu walutowego. Jest on wynikiem gry sił rynkowych. Kształtuje się pod wpływem równoważenia podaży i popytu na waluty. Zmiany popytu i podaży danej waluty powodują odpowiednie, tzn. równoważące zmiany poziomu ceny jednej waluty wyrażonej w drugiej, zachodzące nieustannie z dnia na dzień, a nawet w trakcie jednej sekundy. Jego okresowe wahania nie powodują interwencji ze strony państwa lub banku centralnego.
Osłabienie (deprecjacja) waluty jest tożsame ze wzrostem kursu (spadkiem wartości), zaś umocnienie (aprecjacja) waluty oznacza spadek kursu (wzrost wartości). W ramach kursu płynnego możliwe są interwencje banków centralnych motywowane np. ograniczeniem nadmiernych wahań kursu. Popularność kursu płynnego na świecie wynika m.in. z dylematu Triffina, zgodnie z którym nie jest jednocześnie możliwe posiadanie sztywnego kursu waluty, niezależnej polityki pieniężnej oraz swobody przepływów kapitałowych.
System płynnego kursu walutowego w Polsce został formalnie przyjęty 12 kwietnia 2000.
Do czynników determinujących płynny kurs walutowy zalicza się:
- parytet siły nabywczej powstaje gdy wartość nominalnego kursu równowagi jest równa relacji cen w rozpatrywanych gospodarkach wówczas możliwe jest pełne wykorzystanie czynników wytwórczych oraz zrównoważony bilans obrotów pieniężnych
- transakcje spekulacyjne czyli porozumienia wypływające z możliwości osiągnięcia dochodu powstającego ze zmian kursu[2].